# 本都
本都（希臘語：Πόντος），古代小亚细亚北部的一个地區，在黑海南岸。

## 历史
公元前302年，米特里達梯一世在亚历山大大帝死后的一片混乱中创建了本都王國。米特里達梯一世是安提柯一世的一位重要波斯部将之子。其后，本都王国由一系列同名国王统治，直至公元前63年被古罗马軍事家格奈烏斯·龐培攻陷，被吞并為羅馬帝國的一個行省。本都一度是小亚细亚最强大的王国，其疆域囊括黑海东岸的科尔基斯和凡湖一带的小亚美尼亚。
本都先後由羅馬帝國、拜占庭帝國和鄂圖曼帝國統治。在鄂圖曼統治時期（1461－1923年），部分本都希臘人在早期被伊斯蘭化和突厥化，部分在晚期遭到種族滅絕和被驅逐出境，還有部分在1923年希臘與土耳其人口交換中回到希臘。今天本都大部分屬於土耳其黑海地區，小部分位於黑海東岸的土地屬於喬治亞。

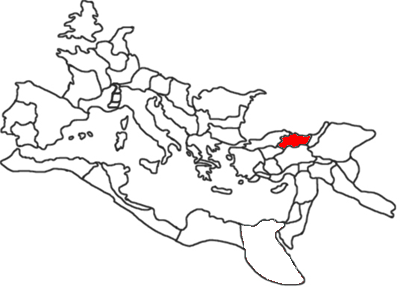
本都行省在羅馬帝國的位置

## 名人
- 斯特拉波
- 亞居拉